# Гірська система

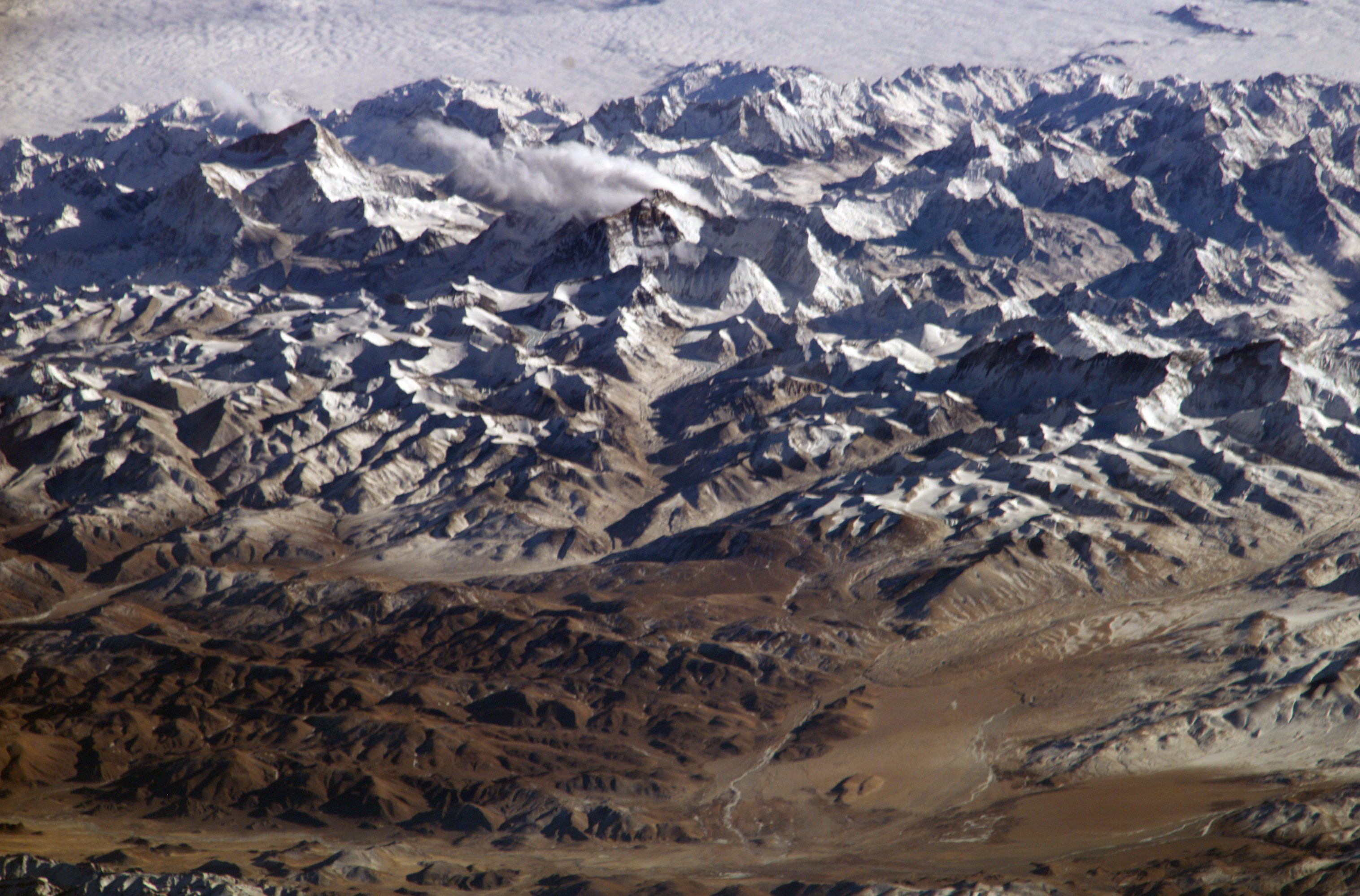
Гірські хребти в Гімалаях. На передньому плані — гірська долина

Гірська́ систе́ма — сукупність гірських пасом, плоскогір'їв, міжгірських западин і долин. Як правило, це гори, що сформувалися протягом однієї геотектонічної епохи і мають просторову і морфологічну єдність.
Іноді сукупність гірських систем, сформованих в одну геотектонічну епоху, які проте мають різну структуру і зовнішній вигляд, можуть утворювати складнішу структуру, що має назву гірська країна (Середньоазійські гори, гори Південного Сибіру та ін.).

## Найважливіші гірські системи планети
| Назва системи                 | Оригінальна назва                                                                 | Довжина, км | Найвища точка      | Висота, м | Регіон           |
| ----------------------------- | --------------------------------------------------------------------------------- | ----------- | ------------------ | --------- | ---------------- |
| Анди                          | ісп. Andes                                                                        | 9000        | Аконкагуа          | 6960      | Південна Америка |
| Кордильєри                    | англ. Cordilleras                                                                 | 7000        | Деналі             | 6168      | Північна Америка |
| Великий водороздільний хребет | англ. Great Dividing Range                                                        | 4000        | Косцюшко           | 2230      | Австралія        |
| Трансантарктичні гори         | англ. Transantarctic Mountains                                                    | 4000        | Кіркпатрик         | 4528      | Антарктида       |
| Скелясті гори                 | англ. Rocky Mountains                                                             | 3200        | Елберт             | 4399      | Північна Америка |
| Куньлунь                      | кит.: 崑崙山                                                                      | 2700        | Улугмузтаг         | 7723      | Євразія          |
| Аппалачі                      | англ. Appalachian Mountains                                                       | 2600        | Мітчелл            | 2037      | Північна Америка |
| Тянь-Шань                     | кит.: 天山                                                                        | 2500        | Пік Перемоги       | 7439      | Євразія          |
| Гімалаї                       | санскр. हिमालय                                                                      | 2400        | Джомолунгма        | 8848      | Євразія          |
| Урал                          | рос. Урал                                                                         | 2100        | Народна            | 1895      | Євразія          |
| Атлас                         | араб. أطلس                                                                        | 2000        | Тубкаль            | 4165      | Африка           |
| Хребет Черського              | рос. Хребет Черского                                                              | 1600        | Победа             | 3147      | Євразія          |
| Карпати                       | рум. Carpaţi пол. Karpaty словац. Karpaty                                         | 1500        | Герлаховський штит | 2655      | Європа           |
| Альпи                         | нім. die Alpen італ. le Alpi фр. les Alpes                                        | 1200        | Монблан            | 4807      | Європа           |
| Драконові гори                | афр. Drakensberge                                                                 | 1200        | Табана-Нтленьяна   | 3482      | Африка           |
| Великий Кавказ                | рос. Большой Кавказ                                                               | 1100        | Ельбрус            | 5642      | Євразія          |
| Саяни                         | рос. Саяны                                                                        | 1100        | Мунку-Сардик       | 3491      | Євразія          |
| Гіндукуш                      | урду. ہندوکش гін. हिंदू कुश пуш. هندوکش\|\| 800 \|\| Тірич-Мір \|\| 7690 \|\| Євразія |             |                    |           |                  |
| Каракорум                     |                                                                                   | 500         | Чогорі             | 8611      | Євразія          |
| Елсворт                       | англ. Ellsworth Mountains                                                         | 360         | Масив Вінсон       | 4892      | Антарктида       |
| Алтай                         | рос. Алтай каз. Алтай таулары кит.: 阿尔泰山脉 монг. Алтайн нуруу                 | —           | Бєлуха             | 4506      | Євразія          |
| Памір                         | тадж. Помир, кирг. Памир, уйг. پامىر, кит.: 帕米尔                                | —           | Конгур             | 7719      | Євразія          |